# Roger De Breuker
Roger De Breuker (né le 13 juillet 1940 à Grobbendonk et mort le 26 octobre 2018 à Anvers) est un coureur cycliste belge. Professionnel de 1962 à 1966, il a notamment remporté deux étapes du Tour de France 1963.

## Palmarès
- 1961
  - Tour de Berlin
  - Tour de Belgique amateurs
- 1962
  - 9e étape de la Course de la Paix
  - 7e et 9e étapes du Tour de Tunisie
  - 3e du Tour de Belgique indépendants
- 1963
  - 6ea et 20e étapes du Tour de France
  - 3e du Circuit de Flandre orientale
- 1965
  - 2e du championnat de Belgique de poursuite
  - 3e du Tour de Belgique
  - 3e d'À travers la Belgique